# Patrick Matthew

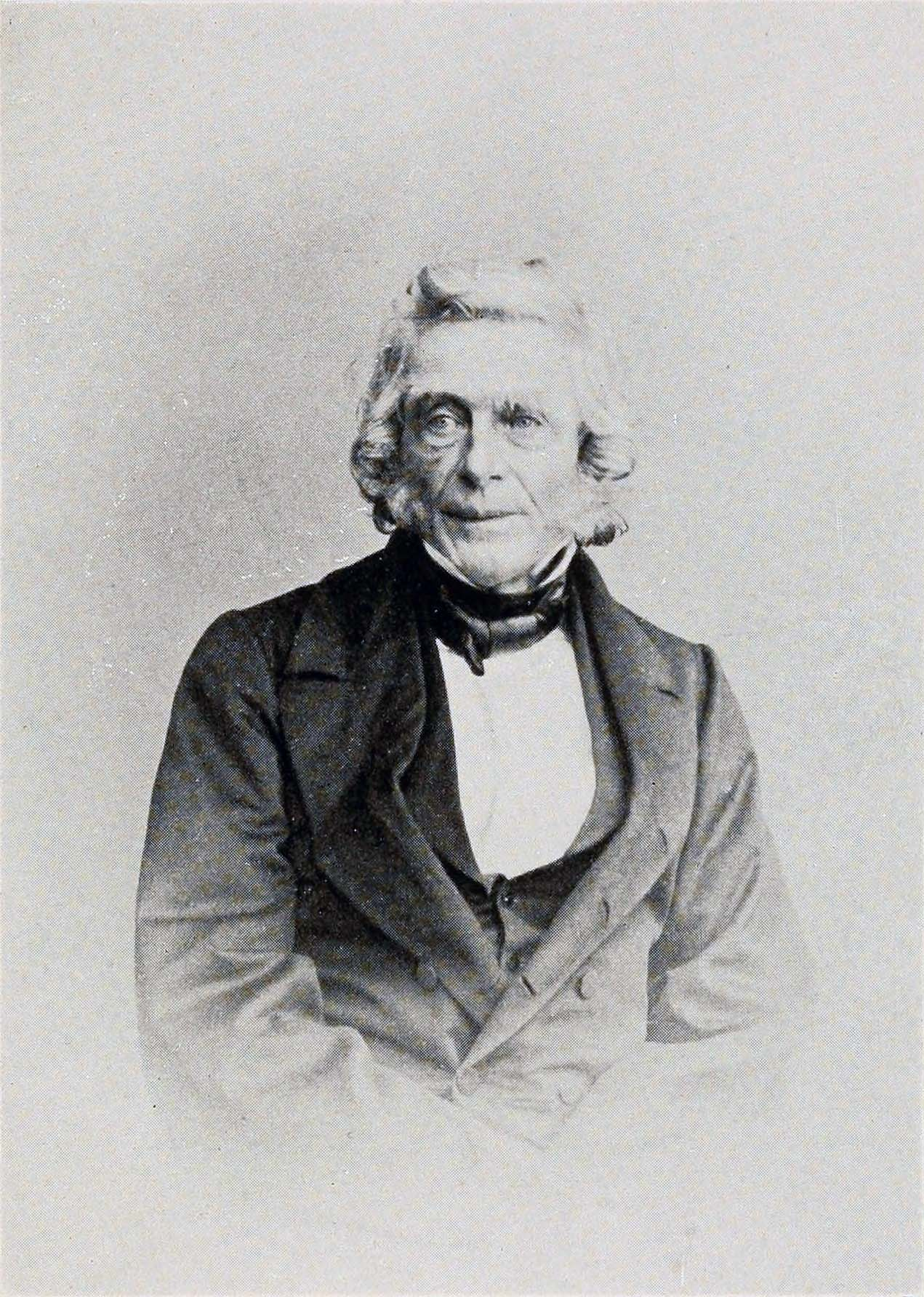
Patrick Matthew

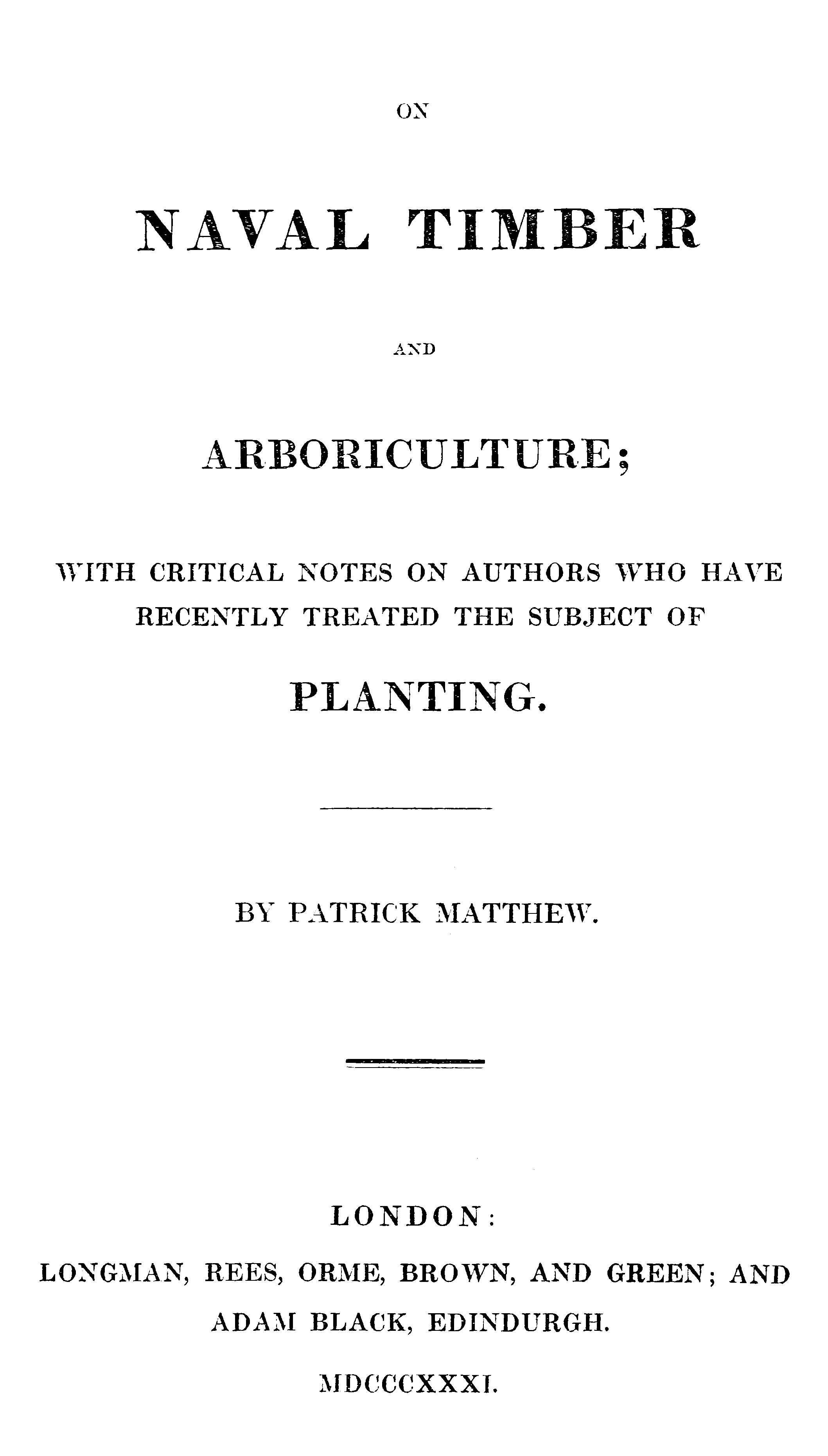
Titelseite von On naval timber and arboriculture (1831)

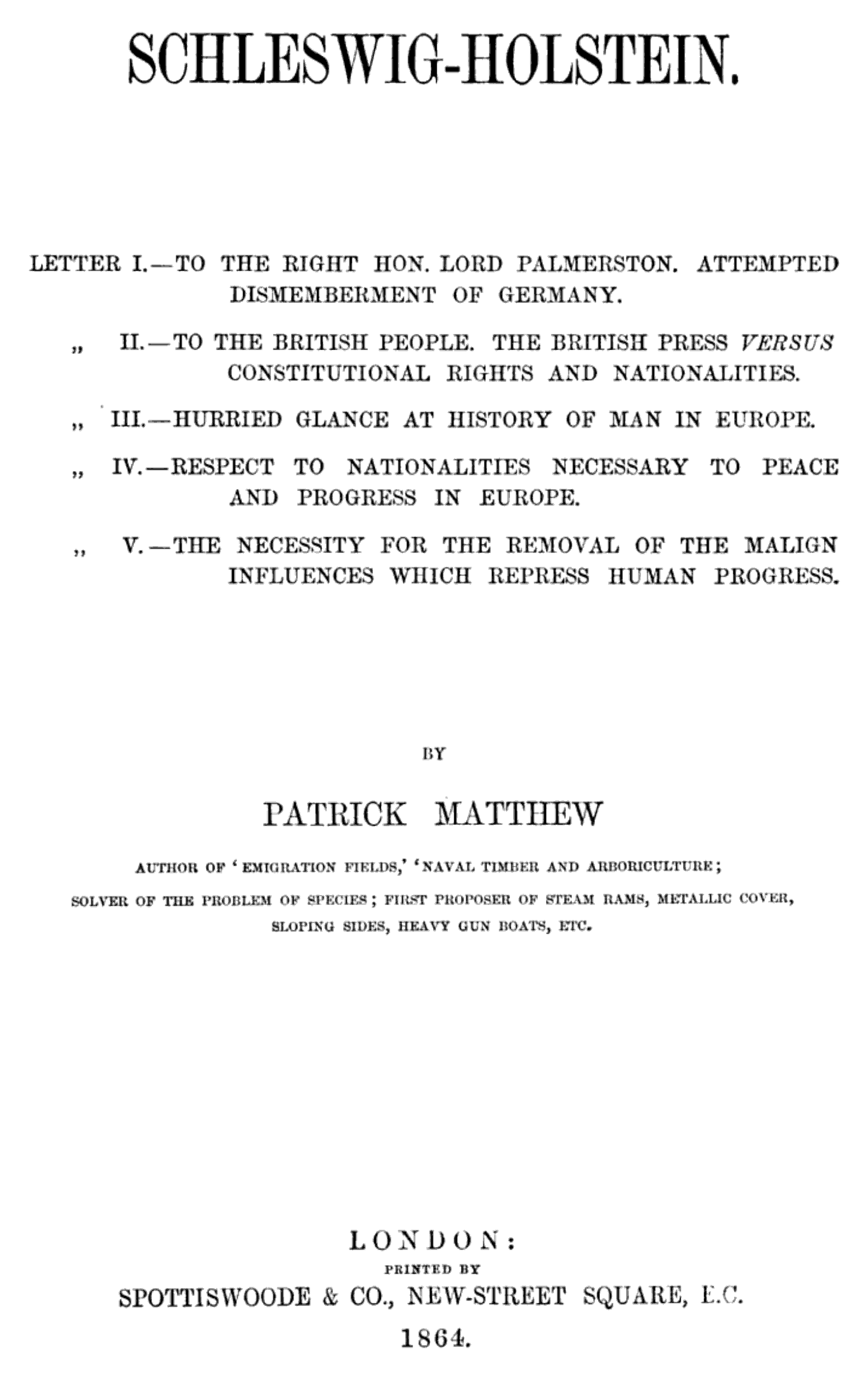
Titelseite von Schleswig-Holstein (1864)

Patrick Matthew (* 20. Oktober 1790 auf der Farm Rome bei Scone; † 8. Juni 1874 auf Gourdiehill bei Errol) war ein schottischer Baumschulgärtner und Sozialreformer.

## Leben und Wirken
Matthew war ein Sohn des Gentleman-Farmers John Matthew (1753–1807) und dessen Frau Agnes Duncan († 1825), einer Verwandten von Adam Duncan, 1. Viscount Duncan. Nach dem Tod seines Vaters am 1. November 1807 arbeitete Matthew auf der im Familienbesitz befindlichen Farm Gourdiehill bei Errol.
Vor März 1815 hielt er sich in Paris auf, kehrte jedoch aufgrund der Flucht von Napoleon Bonaparte von der Verbannungsinsel Elba wieder nach Hause zurück. Am 25. Juli 1817 heiratete er in Perth Christiane Nicol (1791–1857), eine Tochter von Robert Nicol aus Drumhead und eine Cousine ersten Grades mütterlicherseits. Das Paar hatte fünf Söhne und drei Töchter.
Nach dem Tod seiner Mutter im Jahr 1825 erbte Matthew die Farm Gourdiehill. Im Laufe der Jahre erweiterte er deren Nutzfläche von 30 auf 43 Acres, auf der 7.000 bis 10.000 Obstbäume wuchsen.
1831 erschien Matthews Buch On naval timber and arboriculture („Über Schiffsbauholz und Baumkultur“) in dem er die besten Methoden zur Kultivierung von Bäumen für den Schiffbau beschrieb und sich kritisch mit Autoren auseinandersetzte, die zuvor über dieses Thema geschrieben hatten.
Im Februar 1839 trat der erste Nationalkonvent der Chartisten zusammen. Matthew wurde am 19. Oktober 1838 zum Delegierten der Grafschaft Perthshire und am 22. Dezember 1838 zum Delegierten der Grafschaft Fifeshire gewählt. Im Januar 1839 reiste Matthew nach London um dem Nationalkonvent beizuwohnen. Bereits am 12. April 1839 übersandte er William Lovett jedoch seinen Rücktritt als Delegierter beider Grafschaften.
In Emigration fields (1839) gab er einen Überblick über die überseeischen Gebiete die britischen Siedlern offenstanden: die ehemaligen britischen Kolonien in Nordamerika, Mexiko, das Nordwestliche Territorium, die Kapkolonie, Australien und Neuseeland. Matthews empfahl Kolonisation durch massenhafte Auswanderung als Mittel um der wachsenden Überbevölkerung Herr zu werden. Besonders empfahl er Neuseeland. Im August 1839 veröffentlichte er eine Werbeschrift zur Gründung der Scots New Zealand Land Company in der er seine Pläne für eine Firma darlegte, die in Neuseeland Land erwerben sollte und Schotten dabei helfen sollte dorthin auszuwandern. Zwei seiner Söhne ließen sich in Neuseeland dauerhaft nieder.
Wahrscheinlich zwischen 1840 und 1843 hielt er sich zuerst in Spanien und dann in Dänemark sowie Deutschland auf. 1848 war Matthews bankrott.
Sein Werk Schleswig-Holstein (1864) ist eine Sammlung von fünf Briefen, in denen er das militärische Vorgehen von Preußen und Österreich gegenüber Dänemark im Deutsch-Dänischen Krieg verteidigte. Auf der Titelseite des Werks präsentierte sich Matthew unter anderem als „Löser des Artenproblems“.
Matthew veröffentlichte zahlreiche Zeitschriftenbeiträge, vor allem in The Farmer’s magazine und The Gardeners’ Chronicle and Agricultural Gazette. Am 9. März 1871 erschien in der Tageszeitung The Scotsman Matthews Besprechung von Darwins The Descent of Man, and Selection in Relation to Sex.
Matthew starb an den Folgen einer Herzerkrankung. Er wurde auf dem Kirchfriedhof von Errol beerdigt.

## On naval timber and arboriculture
Am 3. März 1860 erschien in The Gardeners’ Chronicle anonym eine Besprechung von Charles Darwins Schrift On the Origin of Species, die von Thomas Henry Huxley stammt und bei der es sich um einen Nachdruck eines zuvor am 26. Dezember 1859 in The Times veröffentlichten Artikel handelt. Matthew reagierte darauf am 7. April 1860 mit einem Beitrag unter dem Titel Nature’s law of selection. Er merkte darin an, dass Darwins natürlichen Selektion genau das sei, worüber er bereits früher sehr ausführlich geschrieben und praktisch auf die Forstwirtschaft angewandt habe. Matthew zitierte dazu ausführlich aus seinem 1831 veröffentlichten Buch On naval timber and arboriculture („Über Schiffsbauholz und Baumkultur“). Besonders deutlich wurde dies in einer Passage, die im Anhang des Werkes steht:

„Es gibt ein allgemeines Naturgesetz, das darauf ausgeht, jedes fortpflanzungsfähige Wesen so gut seinen Lebensbedingungen anzupassen als es seiner Art oder der organisierten Materie möglich ist, und das anscheinend beabsichtigt, die körperlichen und geistigen oder instinktiven Kräfte zu ihrer höchsten Vollkommenheit zu bringen und sie in dieser zu erhalten.“

Darwin, dem einige Stellen unklar blieben, bestellte Matthews Werk und bekannte Charles Lyell gegenüber, dass Matthews Ideen eine vollständige, aber nicht ausgearbeitete Vorwegnahme seiner Gedanken sei. Bereits am 13. April 1860 hatte Darwin eine Stellungnahme für den Gardeners’ Chronicle verfasst, die er zur Begutachtung an Joseph Dalton Hooker schickte.
Darwins Entgegnung erschien schließlich am 21. April 1860. Darin schrieb er: „Ich bekenne offen, daß Mr. Matthew mir mit der Erklärung, die ich von der Entstehung der Arten unter dem Namen der natürlichen Zuchtwahl dargeboten habe, um viele Jahre zuvorgekommen ist. […] Ich kann nicht mehr tun, als Mr. Matthew wegen meiner vollständigen Unkenntnis seiner Veröffentlichung um Entschuldigung zu bitten. Sollte eine neue Auflage meines Buches notwendig werden, so werde ich einen dementsprechenden Zusatz machen.“ Diese Würdigung erfolgte 1861 in dem der 3. Auflage von On the Origin of Species vorangestellten Historical Sketch.
Die einzige Erwähnung des Anhangs in einer Buchbesprechung stammte von John Claudius Loudon, dem Herausgeber von The Gardener’s Magazine. Über die Hälfte des Werks beschäftigt sich mit Autoren die sich zuvor mit dem Thema „Schiffsbauholz“ auseinandergesetzt hatten.

## Briefwechsel
Erhalten sind Briefe an John Murray, 4. Duke of Atholl (1755–1830) aus dem Jahr 1824, an John Campbell, 2. Marquess of Breadalbane (1796–1862) zwischen 1837 und 1841 und George Kinnaird, 9. Lord Kinnaird (1807–1878) von 1860 bis 1864.

## Schriften (Auswahl)
Bücher
- On naval timber and arboriculture. London 1831 (Digitalisat).
- Two addresses to the men of Perthshire and Fifeshire, containing propositions of a plan of national education, and other social improvements and reforms. Edinburgh 1839.
- Emigration fields. North America, The Cape, Australia and New Zealand. Edinburgh / London 1839. (Digitalisat).
- Prospectus of the Scots New Zealand Land Company. Edinburgh 1839 (online).
- Schleswig-Holstein. London 1864 (Digitalisat).

 Zeitschriftenbeiträge (Auswahl)
- Some account of the fruits grown in Gourdiehill orchard, Carse of Gowrie, with remarks. In: Memoirs of the Caledonian Horticultural Society. Band 4, 1829, S. 467–477 (Digitalisat).
- On pruning. In: Quarterly Journal of Agriculture. Band 3, 1832, S. 300–308 (Digitalisat).
- Improved management of landed property. In: The Gardeners’ Chronicle and Agricultural Gazette. 22. September 1849, S. 604 (Digitalisat).
- Wellingtonia. In: The Gardeners’ Chronicle and Agricultural Gazette. 10. Juni 1854, S. 373 (Digitalisat).
- How to grow red clover on clay land. In: The Farmer’s magazine. 3. Folge, Band 17, 1860, S. 406–407 (Digitalisat).
- Origin of species. In: The Farmer’s magazine. 3. Folge, Band 18, Juli 1860, S. 30–32 (Digitalisat).
- Pleuro-pneumonia – neglect of the legislature and government. In: Irish Farmers’ Gazette and Journal of Practical Horticulture. Saturday 11. August 1860, S. 16–17.
- Wheat sowing. Prevention of slug depredation - rooting of cereals. In: The Farmer’s magazine. 3. Folge, Band 18, Juli 1860, S. 428 (Digitalisat).
- Forest clearances. In: The Gardeners’ Chronicle and Agricultural Gazette. 15. Dezember 1860, S. 1105–1106 (Digitalisat).

## Nachweise